# Facundo Parada
Facundo Parada Rocha (Montevideo, 28 gennaio 2000) è un calciatore uruguaiano, difensore del Cerro Largo.

## Caratteristiche tecniche
È un difensore centrale.

## Carriera
Cresciuto nel settore giovanile del Nacional, nel 2019 viene ceduto in prestito al Rentistas; fa suo esordio fra i professionisti il 5 maggio 2019 giocando l'incontro di Segunda División Profesional vinto 1-0 contro il Central Español. Al termine della stagione ottiene la promozione in prima divisione e viene acquistato a titolo definitivo; fa il suo esordio nella massima serie il 18 ottobre 2020 nel match perso 2-1 contro il Liverpool (M).

## Statistiche
Statistiche aggiornate all'8 febbraio 2021.

### Presenze e reti nei club
| Stagione        | Squadra         | Campionato      | Campionato | Campionato | Coppe nazionali | Coppe nazionali | Coppe nazionali | Coppe continentali | Coppe continentali | Coppe continentali | Altre coppe | Altre coppe | Altre coppe | Totale | Totale | Totale |
| Stagione        | Squadra         | Comp            | Pres       | Reti       | Comp            | Pres            | Reti            | Comp               | Pres               | Reti               | Comp        | Pres        | Reti        | Pres   | Reti   |        |
| --------------- | --------------- | --------------- | ---------- | ---------- | --------------- | --------------- | --------------- | ------------------ | ------------------ | ------------------ | ----------- | ----------- | ----------- | ------ | ------ | ------ |
| 2019            | Rentistas       | SD              | 7          | 0          |                 | -               | -               |                    | -                  | -                  |             | -           | -           | 7      | 0      |        |
| 2020            | Rentistas       | PD              | 5          | 0          |                 | -               | -               |                    | -                  | -                  |             | -           | -           | 5      | 0      |        |
| Totale carriera | Totale carriera | Totale carriera | 12         | 0          |                 | -               | -               |                    | -                  | -                  |             | -           | -           | 12     | 0      |        |